# Пошкус, Марюс
Марюс По́шкус (лит. Marius Poškus; 7 июля 1970, Клайпеда, Литовская ССР) — советский и литовский футболист, вратарь.

## Карьера
Профессиональную карьеру начал в клубе второй лиги СССР «Атлантас» Клайпеда в 1988—1999 годах. Далее выступал в чемпионате Литвы за «Сириюс» Клайпеда (1990—1994), «Инкарас-Грифас»/«Инкарас» Каунас (1994—1998), «Кареду» (1998), «Атлантас» (1998—1999). В сентябре — ноябре 1999 провёл 6 матчей в первой лиге России в составе саратовского «Сокола», в августе — сентябре 2000 — 8 игр за смоленский «Кристалл». Затем вернулся в Литву, где играл за ФБК «Каунас» (2000), «Атлантас» (2001), «Ветру» Рудишкес/Вильнюс (2002—2004), «Невежис» Кедайняй (2005).
В сезоне 1995/96 «сухая» серия Пошкуса составила 1109 минут.
В 1991—2000 сыграл 16 матчей в составе сборной Литвы.